# Jump In!
Jump In! (bra: Jump In!; prt: Salta!) é um filme original do Disney Channel que teve estreia em 12 de janeiro de 2007 nos Estados Unidos.
O filme é protagonizado por Corbin Bleu, de High School Musical. O filme conta a história de Izzy Daniels, um jovem praticante de boxe, que treina e pretende ser como seu pai, ganhador da "Luva de Ouro". Só que os movimentos das cordas cruzadas fascinam o jovem meio que sem querer. Sua vizinha, Mary (Keke Palmer) pratica esse esporte, e é líder de uma das equipes, a "Pulando com Alegria" só que com a saída de uma das integrantes para a equipe rival modifica a situação e a equipe de Mary fica desfalcada para treinar a sequência. Vendo que Izzy pula bem e que ele gosta do esporte secretamente, ela o convida. Só que com a pressão emocional do rapaz, a ridicularização dos seus amigos e de seu rival, Rodney (Patrick Johnson Jr.) e principalmente deixar de lado o sonho de seu pai que é ver Izzy sendo campeão de Boxe poderão fazer com que ele deixe de fazer o que ele gosta de fazer e que ele apenas pense no que os outros pensam sem seguir o seu próprio coração.

## Elenco
| Atores               | Papel                   |
| -------------------- | ----------------------- |
| Corbin Bleu          | Isidore "Izzy" Daniels  |
| Keke Palmer          | Mary Thomas             |
| David Reivers        | Kennith Daniels         |
| Shanica Knowles      | Shauna Lewis            |
| Patrick Johnson, Jr. | Rodney Tyler / Narrador |
| Laivan Greene        | Kiesha Ray              |
| Kylee Russell        | Karin Daniels           |
| Rebecca Williams     | Tammy Lewis             |
| Jennifer Mandella    | Yolanda Brooks          |
| John Kane            | George Scott            |

## Estreia
O filme foi lançado em 12 de janeiro de 2007 nos Estados Unidos e foi transmitido nos canais da Disney em todo mundo.